# Albrekt Björnens husorden

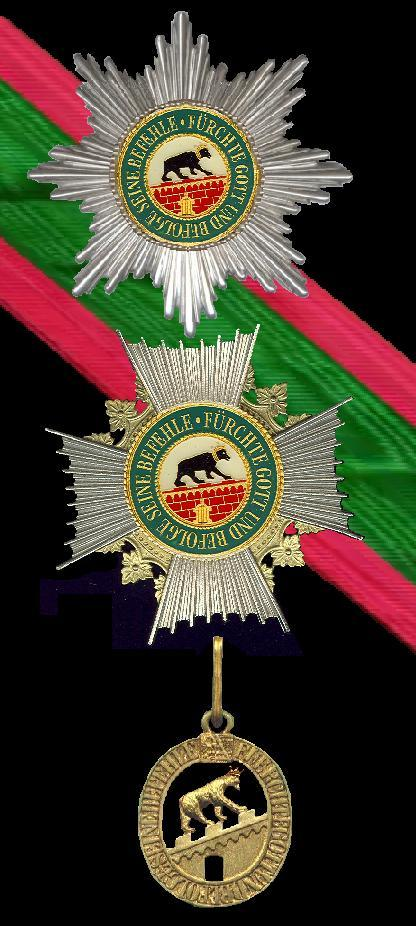
Albrekt Björnens husorden.

Albrekt Björnens husorden, Albrektsorden (tyska: Hausorden Albrecht des Bären), är en riddarorden i fem klasser instiftad den 18 november 1836 till minne av Albrekt Björnen, av hertigarna Henrik av Anhalt-Köthen, Leopold Fredrik av Anhalt-Dessau och Alexander Karl av Anhalt-Bernburg. Namngivaren var förste markgreve av Brandenburg på 1100-talet och stamfar till Anhalts furstehus Askanien. Orden utvidgades 1901 och 1904.
Orden existerar fortfarande som en husorden med Eduard, prins av Anhalt som den nuvarande stormästaren.